# フランティシェク・ストゥプカ

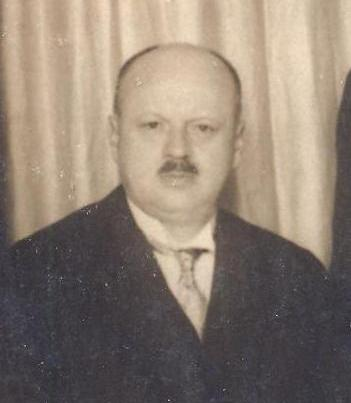

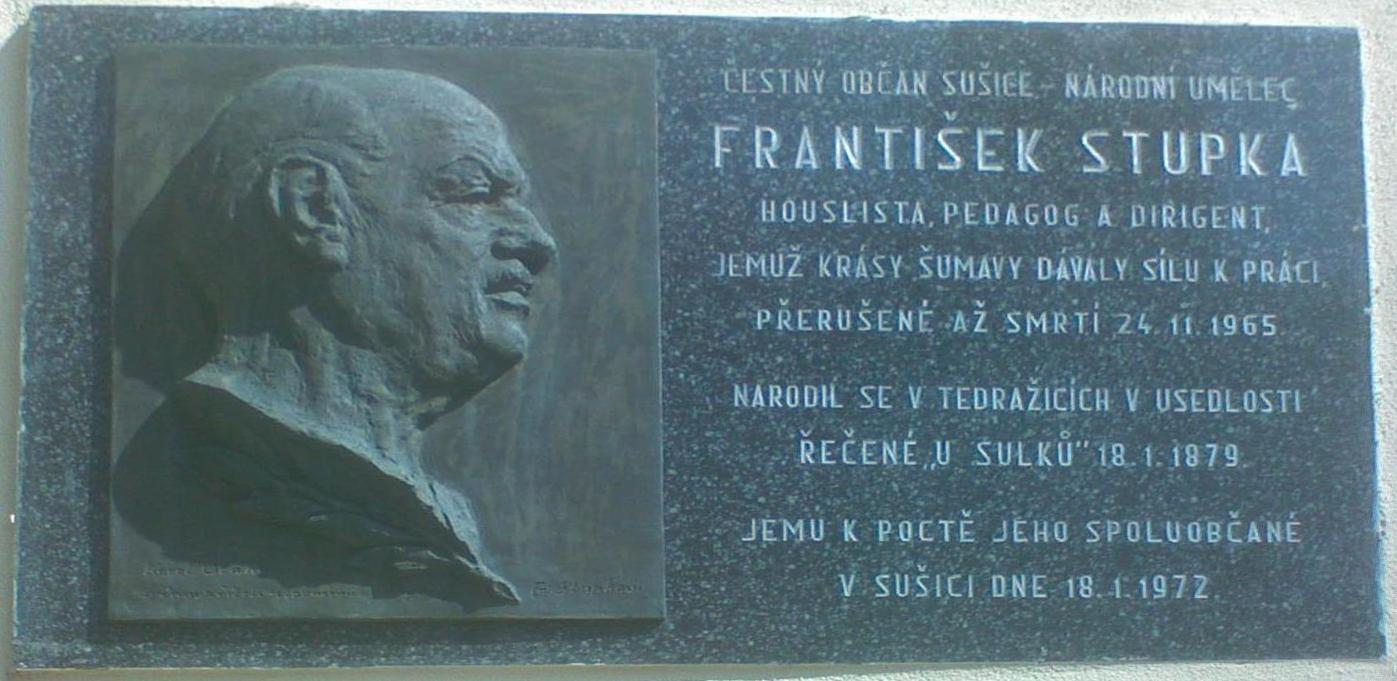
スシチェにあるストゥプカの記念碑

フランティシェク・ストゥプカ（František Stupka, 1879年1月18日 - 1965年11月24日 ）はチェコで活躍したヴァイオリニスト・指揮者・音楽教師。

## 略歴
オーストリア・ハンガリー帝国領のテドラジツェで生まれる。
オタカール・シェフチークの薫陶を受け、1902年からオデッサ音楽院の教師を務めた。またヤロスラフ・コチアンらと弦楽四重奏団を結成していたが、次第に指揮に興味を示すようになり、1919年にはチェコ・フィルハーモニー管弦楽団の指揮者陣に加わった。1946年にはオロモウツのモラヴィア・フィルハーモニー管弦楽団の首席指揮者に転出し、1956年まで務めた。
1947年から1951年まではヤナーチェク音楽院で教鞭をとった。
プラハにて没。

## 脚註
1. ↑  フランティシェク・ストゥプカ - Discogs（英語）
2. ↑  “Stupka, František”. 2019年5月6日時点のオリジナルよりアーカイブ。2019年5月6日閲覧。